# دریاچه آب شور
دریاچهٔ آب شور(به انگلیسی: Salt Lake یا Sallin Lake) نوعی سرزمین محصور در خشکی است که حاوی آب، همراه با انواع نمک‌ها (چون سدیم کلرید) با غلظت بسیار بالا و مواد معدنی حل‌نشده زیادی است، که از اکثر دریاچه‌های دیگر بیشتر است. به طور معمول یک مجموعه آبی در خشکی است که دارای غلظت نمک (معمولاً کلرید سدیم) و دیگر مواد معدنی محلول است که به طور قابل توجهی بیشتر از دیگر دریاچه‌ها است(اغلب به صورت حداقل سه گرم نمک در لیتر تعریف می‌شود).  در برخی موارد، دریاچه های نمک غلظت نمک بیشتری نسبت به آب دریا دارند. چنین دریاچه هایی را می توان دریاچه های پر شور نامید و همچنین ممکن است به دلیل رنگشان دریاچه های صورتی باشند. دریاچه نمک قلیایی که دارای محتوای کربنات بالایی است، گاهی دریاچه سودا نامیده می شود.

## طبقه بندی
یک طبقه بندی دریاچه شور بین:
```
زیر نمک:0.5-3‰
 
(0.05-0.3٪)
```

```
هیپوسالین:3-20 ‰ (0.3-2٪)
```

```
مزوزالین:20-50‰ (2-5%)
```

هایپرسالین:بیشتر از 50‰ (5%)
دریاچه های بزرگ آب شور ۴۴ درصد از حجم و ۲۳ درصد از مساحت دریاچه های جهان را تشکیل می دهند.

## خواص

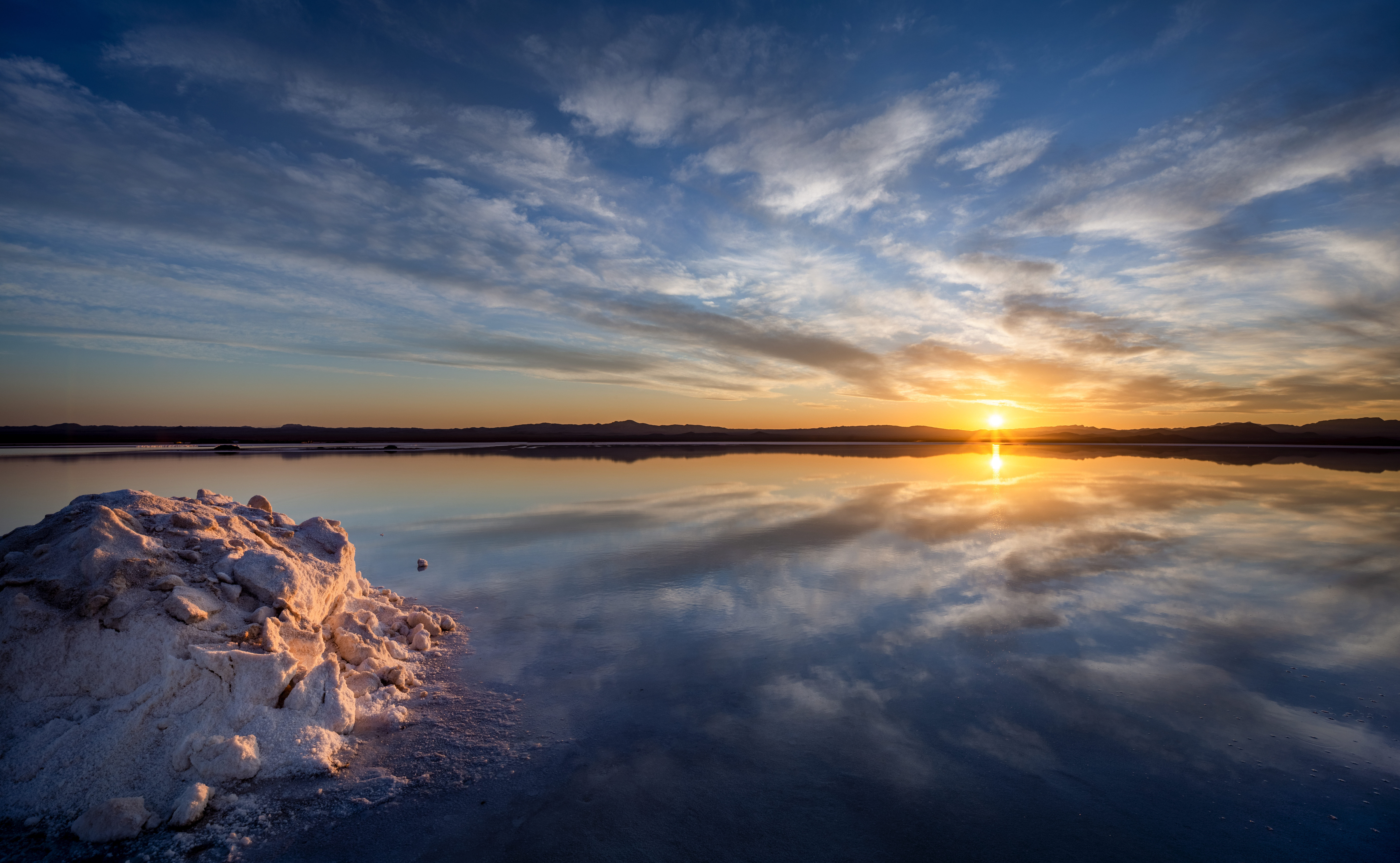

- دریاچه آب شور سلطان در ایران، کوه های نمکی نیز مشهود است.

دریاچه‌های نمک زمانی تشکیل می‌شوند که آبی که به داخل دریاچه می‌ریزد، حاوی نمک یا مواد معدنی باشد که نمی‌تواند از آن خارج شود، زیرا دریاچه به حالت آندورهیک (ترمینال) است.  سپس آب تبخیر می‌شود و نمک‌های محلول را پشت سر می‌گذارد و در نتیجه شوری آن را افزایش می‌دهد و دریاچه نمک را به مکانی عالی برای تولید نمک تبدیل می‌کند. شوری بالا همچنین می‌تواند به گیاهان و جانوران هالوفیل در داخل و اطراف دریاچه منجر شود. گاهی، نتیجه ممکن است فقدان یا تقریباً عدم وجود حیات چندسلولی در دریاچه نمک باشد. اگر مقدار آبی که به دریاچه می‌ریزد، کمتر از مقدار تبخیرشده باشد، دریاچه در نهایت ناپدید می‌شود و یک دریاچه خشک باقی می‌ماند (که پلایا یا تخت نمک نیز نامیده می‌شود). دریاچه‌های آب نمک شامل آبی است که به اشباع نمک یا نزدیک به اشباع (آب نمک) رسیده است و همچنین ممکن است به شدت با مواد دیگر اشباع‌شده باشد. بیشتر دریاچه‌های آب نمک در نتیجه نرخ بالای تبخیر آب و هوای خشک با کمبود خروجی به اقیانوس ایجاد می‌شوند. محتوای نمک زیاد در این توده‌های آبی ممکن است از مواد معدنی ته‌نشین‌شده از زمین‌های پیرامونی ناشی شود. منبع دیگر نمک ممکن است این باشد که بدنه آب قبلاً به اقیانوس متصل بوده است. در حالی که آب از دریاچه تبخیر می‌شود، نمک باقی می‌ماند. عاقبت آب به آب شور تبدیل می‌شود. به دلیل چگالی آب نمک، شناگران در آب نمک شناورتر از آب نمک معمولی یا شیرین هستند. نمونه‌هایی از این دریاچه‌های آب نمک دریای مرده و دریاچه سوپریور هستند. اجسام آب نمک نیز ممکن است در کف اقیانوس در نشت‌های سرد تشکیل شوند. اینها گاهی دریاچه‌های آب نمک نامیده می‌شوند، اما بیشتر به عنوان استخرهای آب نمک به شمار می آیند. رصد امواج در سطح این اجسام امکان‌پذیر است. بدنه‌های مصنوعی آب نمک برای تولید نمک خوراکی ایجاد می‌شوند.

## تهدیدها و افول جهانی
دریاچه‌های شور در سرتاسر جهان در همه قاره‌ها به جز قطب جنوب رو به کاهش هستند که عمدتاً به دلایل انسانی مانند سدسازی، انحراف و عقب‌نشینی می‌باشد. یکی از بزرگترین عوامل این کاهش آبیاری کشاورزی است. از جمله رایج‌ترین نمونه‌های ذکرشده، دریای آرال است که ۹۰ درصد از نظر حجم و ۷۴ درصد از نظر مساحت کوچک شده است که عمدتاً به دلیل عقب‌نشینی است. یکی دیگر از تهدیدهای انسانی، تغییرات آب و هوایی است. تغییرات آب و هوایی ناشی از فعالیت‌های انسانی به خصوص صنعت، باعث افزایش دما در بسیاری از مناطق خشک، خشک‌شدن خاک، افزایش تبخیر و کاهش جریان ورودی به دریاچه‌های شور می‌شود. کاهش دریاچه‌های شور منجر به مشکلات زیست محیطی بسیاری از جمله مشکلات انسانی مانند طوفان‌های گرد و غبار سمی و آلودگی هوا، اختلال در چرخه آب محلی، خسارات اقتصادی، از بین رفتن اکوسیستم ها و غیره می‌شود. حتی می‌تواند پرهزینه‌تر باشد. به عنوان مثال، در مورد کاهش دریاچه اوونز، گرد و غبار برخاسته از بستر خشک دریاچه منجر به کیفیت هوا بالاتر از حد مجاز استانداردهای کیفیت هوای ایالات متحده شده است.  این باعث شده است که شهر لس آنجلس ۳/۶ میلیارد دلار طی ۲۵ سال آینده برای کاهش گرد و غبار از بستر خشک‌شدۀ دریاچه هزینه کند که بیش از ارزش آب منحرف شده است. راه‌حل‌های کاهش دریاچه‌های شور می‌تواند چندوجهی باشد و شامل صرفه‌جویی در مصرف آب و بودجه‌بندی آب و کاهش تغییرات آب و هوایی باشد.

## نگارخانه

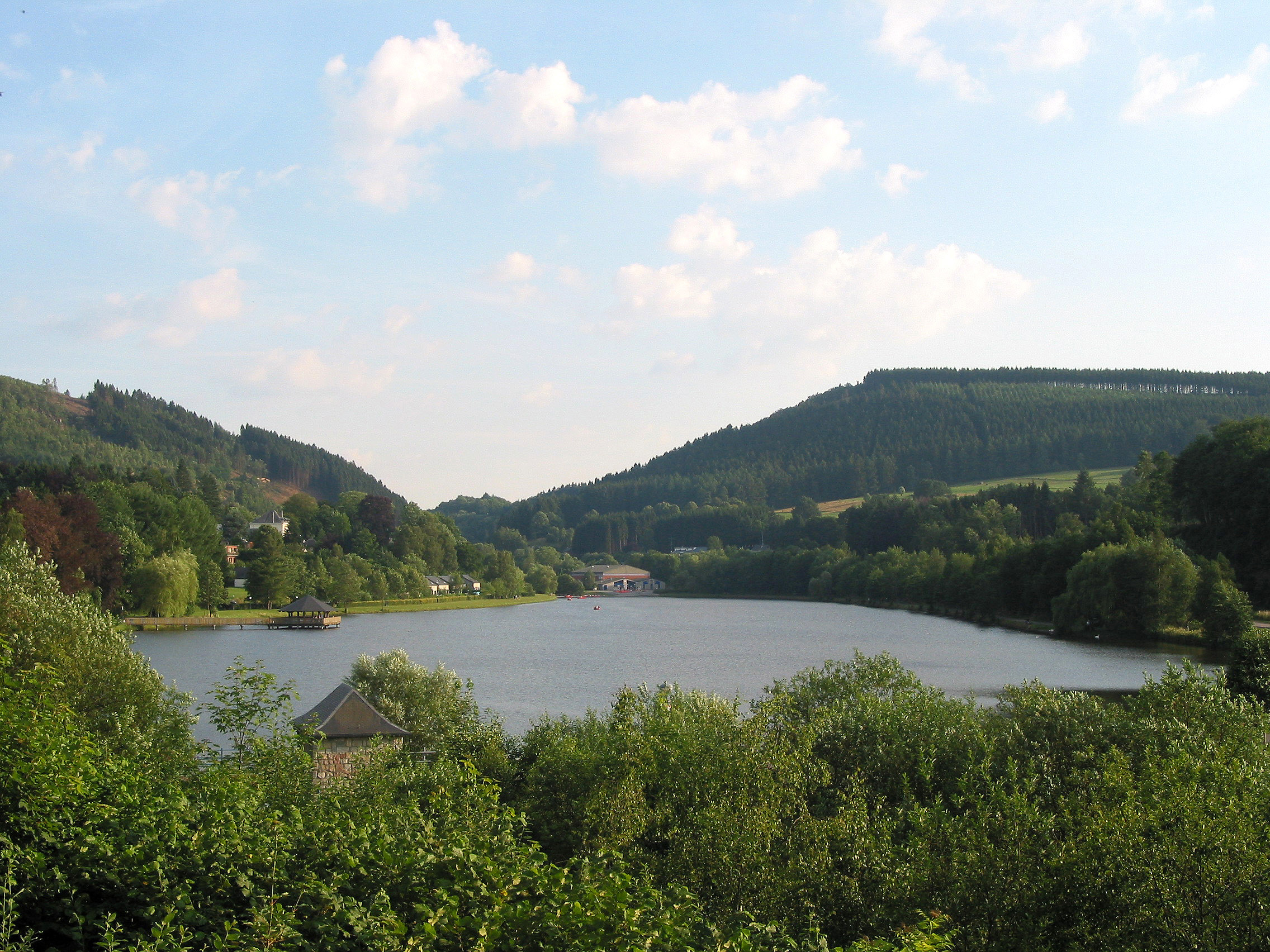

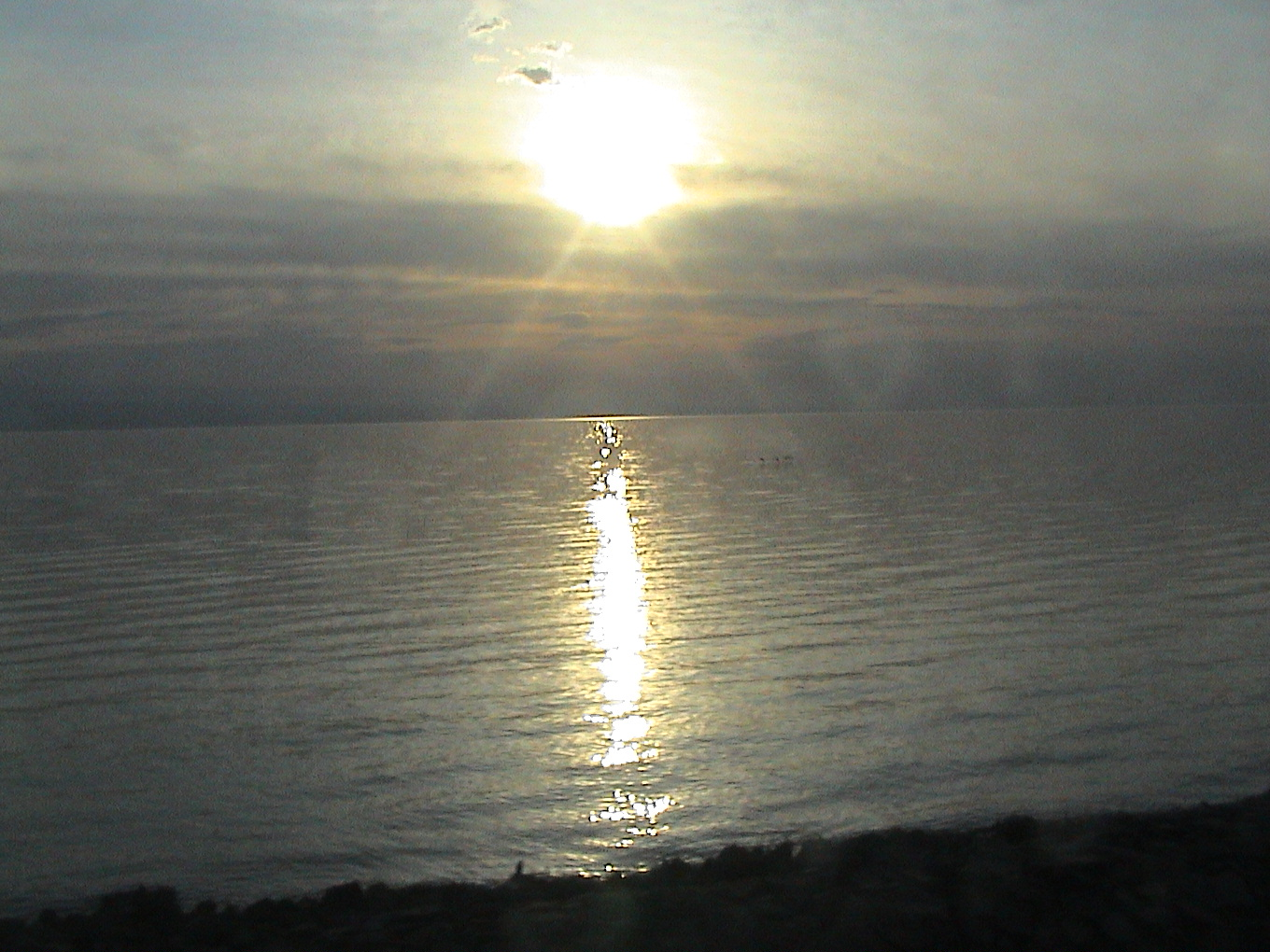

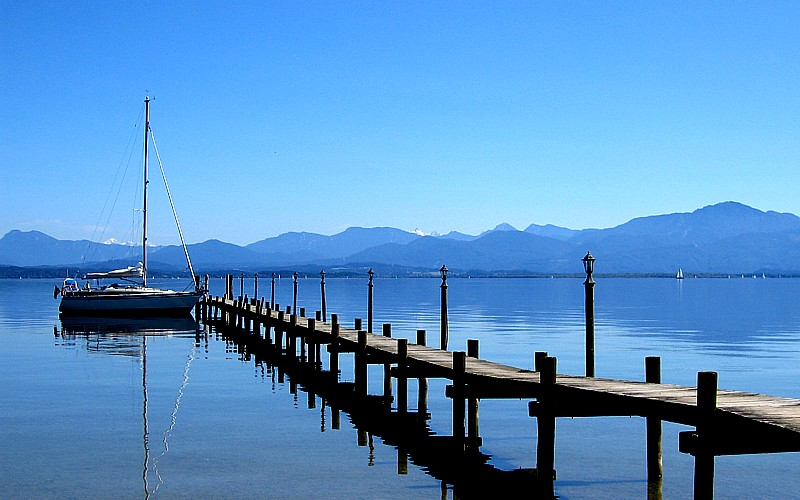

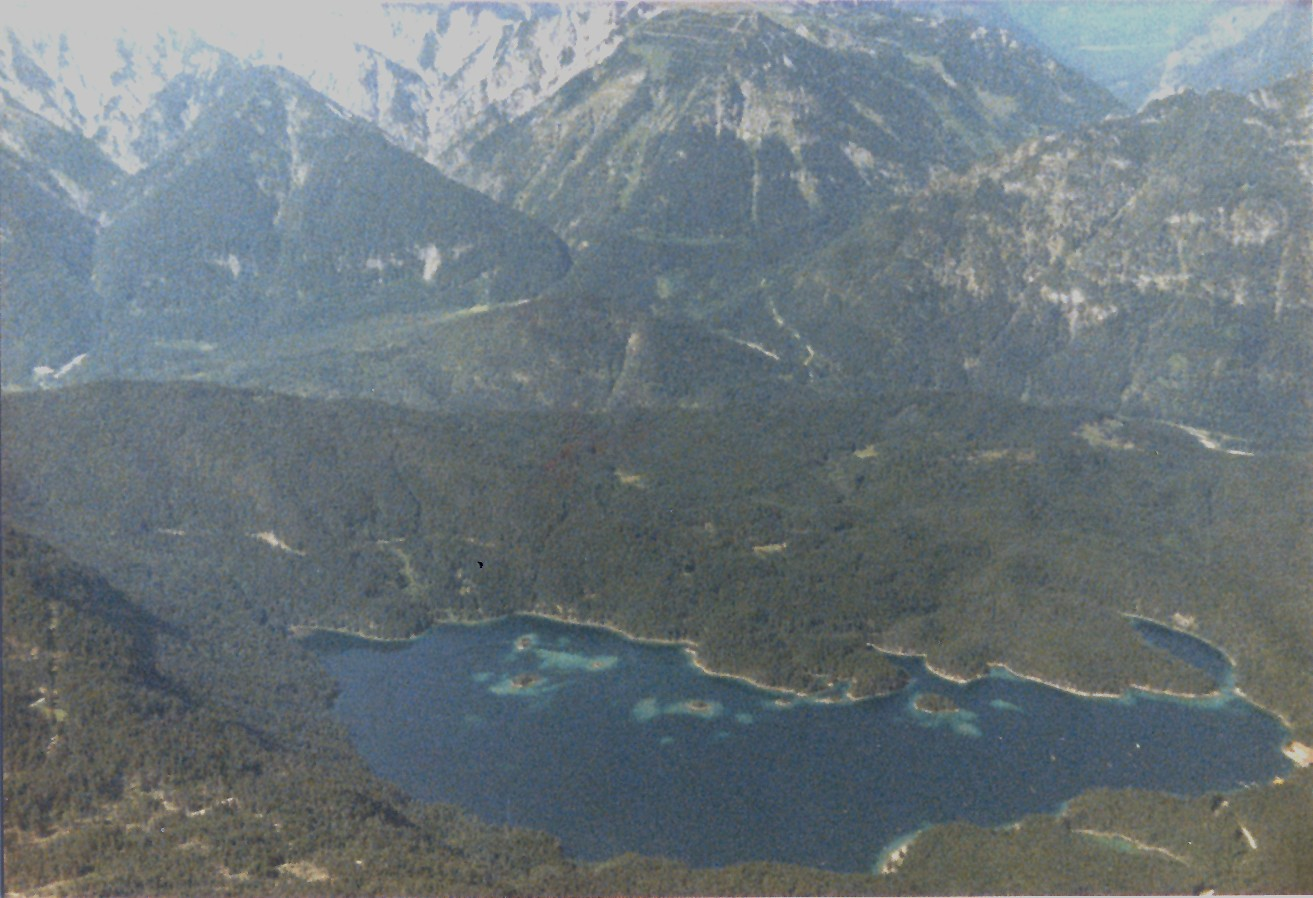

## فهرست
- دریاچه ارومیه
- دریای آرال
- آرالسور
- دریاچه آیدار
- دریای خزر
- دریای مرده